# Swan-Ganz-Katheter

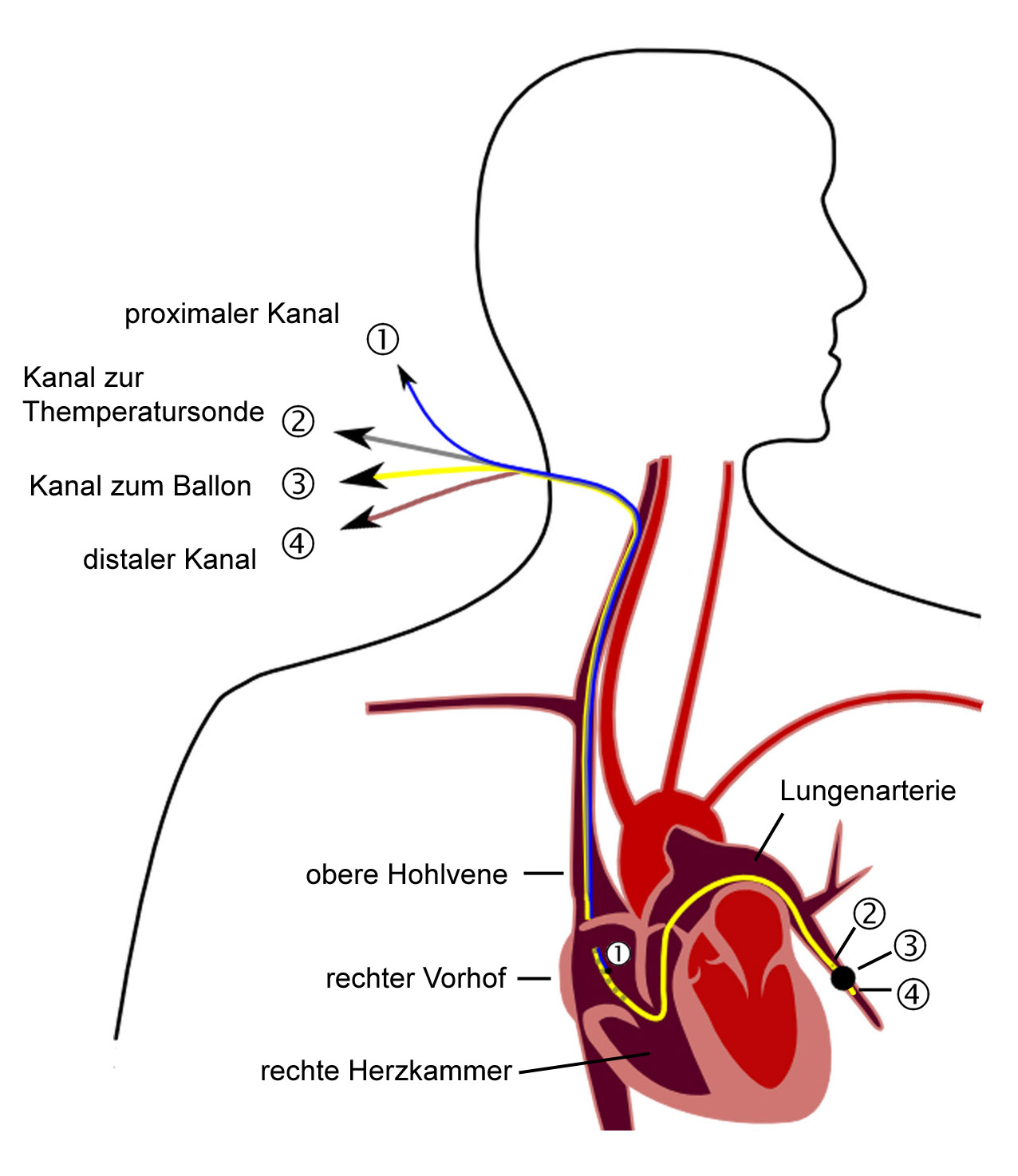
Schema des Aufbaus und der Lage eines Pulmonalarterienkatheters

Rechtsherzkatheter

Der von den Kardiologen William Ganz und Harold Jeremy Swan 1970 entwickelte und in die klinische Praxis eingeführte Swan-Ganz-Katheter (auch: Pulmonaliskatheter, Pulmonalarterienkatheter, Einschwemmkatheter) ist ein perkutan über eine zentrale Vene durch den rechten Vorhof und die rechte Herzkammer in den Stamm der Arteria pulmonalis vorgeschobener vierlumiger Katheter zur Messung der Drücke im rechten Vorhof des Herzens und in der Pulmonalarterie, des Lungenkapillarenverschlussdruckes (PCWP, Wedge-Druck) und des Herzzeitvolumens (bei Verwendung eines Thermistorkatheters).
Er findet seinen Einsatz in der Intensivmedizin (seltener in der Anästhesie) und dient der Überwachung der Herzkreislauf-Situation bei schwerkranken Patienten.
Mit Hilfe der Druckmessung im rechten Herzen (rechter Vorhof, rechte Herzkammer und A. pulmonalis) können Rückschlüsse auf die Funktion der linken Herzhöhlen, die Funktion der Lunge und den Wasserhaushalt des Körpers gezogen werden.
Mögliche Einsatzgebiete des Pulmonaliskatheters sind z. B. Erkrankungen mit Herzschwäche, akuter respiratorischer Insuffizienz (zur Diagnose einer dabei möglicherweise bestehenden pulmonalen Hypertonie) sowie herz- und gefäßchirurgischen Eingriffe.
In der Intensivmedizin verwendet man den Katheter bei Patienten mit Schockzuständen unterschiedlichster Genese (kardiogener Schock, septischer Schock, hypovolämischer Schock bei Polytrauma).
Aufgrund der gemessenen Druckwerte kann man Rückschlüsse auf die Ursachen der Schockzustände ziehen und entsprechend behandeln: entweder medikamentös (Katecholamine, Auflösung von Gerinnseln bei Lungenembolie, durch Zufuhr von Volumen (Flüssigkeit und Bluttransfusionen)) oder auch durch operative Eingriffe (z. B. Punktion des Herzbeutels bei Einblutung, operative Gerinnselentfernung bei Lungenembolie, Herzklappenoperation bei Klappenfehlern).
Die Komplikationsmöglichkeiten beim Einsatz des Swan-Ganz-Katheters sind gemäß Larsen vor allem Ballonruptur (Platzen des zum Einschwemmen des Katheters an dessen Ende befindlichen Ballons), Lungeninfarkt und Gefäßruptur.
Messwerte, die mit dem Swan-Ganz-Katheter ermittelt werden, sind der Druck im rechten Vorhof, der pulmonalkapilläre Verschlussdruck, das Herzzeitvolumen und der systemische Gefäßwiderstand. Die gemessenen Werte lassen differenzialdiagnostische Unterscheidungen von Volumenmangel, kardiogenem Schock, linksventrikulärem und rechtsventrikulärem Herzinfarkt, Lungenembolie, früher und später Sepsis, Herzbeuteltamponade und akuter Ventrikelseptumruptur zu.